# Янч Франц
Франц Янч (нім. Franz Jantsch; 24 серпня 1909, Кайзердорф, Королівство Галичини та Володимирії, зараз с. Калинів, Самбірський район, Львівська область, Україна — 1 травня 2006) — австрійський письменник, доктор богослов'я.